# Salticus mandibularis
Salticus mandibularis là một loài nhện trong họ Salticidae.
Loài này thuộc chi Salticus. Salticus mandibularis được Eugène Simon miêu tả năm 1868.